# Curling op de Olympische Winterspelen 1988
Curling is een van de sporten die beoefend werden tijdens de Olympische Winterspelen 1988 in Calgary.
Het ging hierbij om een demonstratiesport. Er werden geen medailles toegekend.

## Heren

### Groepsfase

#### Uitslagen
| land                     | saldo  | land                     |
| ------------------------ | ------ | ------------------------ |
| Bondsrepubliek Duitsland | 9 - 4  | Zweden                   |
| Verenigde Staten         | 6 - 5  | Denemarken               |
| Zwitserland              | 4 - 3  | Canada                   |
| Noorwegen                | 4 - 3  | Groot-Brittannië         |
| Noorwegen                | 8 - 4  | Denemarken               |
| Zweden                   | 7 - 3  | Zwitserland              |
| Bondsrepubliek Duitsland | 7 - 4  | Groot-Brittannië         |
| Canada                   | 9 - 5  | Verenigde Staten         |
| Zwitserland              | 4 - 2  | Groot-Brittannië         |
| Canada                   | 9 - 7  | Noorwegen                |
| Verenigde Staten         | 10 - 6 | Zweden                   |
| Denemarken               | 6 - 2  | Bondsrepubliek Duitsland |
| Noorwegen                | 4 - 3  | Zweden                   |
| Canada                   | 9 - 1  | Bondsrepubliek Duitsland |
| Denemarken               | 6 - 2  | Zwitserland              |
| Verenigde Staten         | 7 - 6  | Groot-Brittannië         |
| Denemarken               | 8 - 3  | Groot-Brittannië         |
| Zweden                   | 8 - 7  | Canada                   |
| Noorwegen                | 7 - 5  | Bondsrepubliek Duitsland |
| Zwitserland              | 7 - 4  | Verenigde Staten         |
| Bondsrepubliek Duitsland | 7 - 6  | Verenigde Staten         |
| Zwitserland              | 7 - 2  | Noorwegen                |
| Canada                   | 6 - 4  | Groot-Brittannië         |
| Zweden                   | 9 - 1  | Denemarken               |
| Zweden                   | 6 - 5  | Groot-Brittannië         |
| Canada                   | 9 - 5  | Denemarken               |
| Verenigde Staten         | 9 - 3  | Noorwegen                |
| Zwitserland              | 6 - 5  | Bondsrepubliek Duitsland |

#### Eindstand
| rang | land                     | wed | w | v |
| ---- | ------------------------ | --- | - | - |
| 1    | Zwitserland              | 7   | 5 | 2 |
| 2    | Canada                   | 7   | 5 | 2 |
| 3    | Verenigde Staten         | 7   | 4 | 3 |
| 3    | Noorwegen                | 7   | 4 | 3 |
| 3    | Zweden                   | 7   | 4 | 3 |
| 6    | Denemarken               | 7   | 3 | 4 |
| 6    | Bondsrepubliek Duitsland | 7   | 3 | 4 |
| 8    | Groot-Brittannië         | 7   | 0 | 7 |

### Tie-Break
| land      | saldo | land             |
| --------- | ----- | ---------------- |
| Noorwegen | 6 - 4 | Zweden           |
| Noorwegen | 6 - 3 | Verenigde Staten |

### Halve finale
| land      | saldo | land   |
| --------- | ----- | ------ |
| Noorwegen | 8 - 5 | Canada |

### Finale
| land      | saldo  | land        |
| --------- | ------ | ----------- |
| Noorwegen | 10 - 2 | Zwitserland |

### Eindrangschikking
| rang | sporter(s)                                                                   | land |
| ---- | ---------------------------------------------------------------------------- | ---- |
| 1    | Eigil Ramsfjell Sjur Loen Morten Søgaard Bo Bakke Gunnar Meland              | NOR  |
| 2    | Hansjörg Lips Rico Simen Stefan Luder Peter Lips                             | SUI  |
| 3    | Ed Lukowich John Ferguson Neil Houston Brent Syme Wayne Hart                 | CAN  |
| 4    | Bob Nichols Bud Somerville Tom Locken Bob Christman Bill Strum               | USA  |
| 5    | Dan-Ola Eriksson Anders Thidholm Jonas Sjölander Christer Nylund Sören Grahn | SWE  |
| 6    | Gert Larsen Oluf Olsen Jan Hansen Michael Harry                              | DEN  |
| 6    | Andreas Kapp Florian Zörgiebel Cristopher Huber Michael Schäffer Dieter Kolb | FRG  |
| 8    | David Smith Hammy McMillan Mike Hay Peter Smith                              | GBR  |

## Dames

### Groepsfase

#### Uitslagen
| land                     | saldo  | land                     |
| ------------------------ | ------ | ------------------------ |
| Zweden                   | 10 - 2 | Verenigde Staten         |
| Canada                   | 4 - 3  | Bondsrepubliek Duitsland |
| Denemarken               | 6 - 5  | Zwitserland              |
| Noorwegen                | 6 - 3  | Frankrijk                |
| Denemarken               | 7 - 5  | Frankrijk                |
| Zwitserland              | 7 - 4  | Noorwegen                |
| Canada                   | 7 - 5  | Verenigde Staten         |
| Zweden                   | 6 - 5  | Bondsrepubliek Duitsland |
| Canada                   | 6 - 4  | Zwitserland              |
| Bondsrepubliek Duitsland | 8 - 5  | Noorwegen                |
| Zweden                   | 7 - 4  | Frankrijk                |
| Verenigde Staten         | 9 - 2  | Denemarken               |
| Bondsrepubliek Duitsland | 7 - 2  | Denemarken               |
| Noorwegen                | 9 - 5  | Verenigde Staten         |
| Zwitserland              | 7 - 3  | Zweden                   |
| Canada                   | 10 - 3 | Frankrijk                |
| Noorwegen                | 9 - 2  | Zweden                   |
| Denemarken               | 5 - 2  | Canada                   |
| Bondsrepubliek Duitsland | 8 - 5  | Frankrijk                |
| Verenigde Staten         | 9 - 6  | Zwitserland              |
| Verenigde Staten         | 5 - 3  | Bondsrepubliek Duitsland |
| Zweden                   | 6 - 4  | Canada                   |
| Frankrijk                | 9 - 1  | Zwitserland              |
| Noorwegen                | 7 - 2  | Denemarken               |
| Canada                   | 9 - 4  | Noorwegen                |
| Verenigde Staten         | 6 - 5  | Frankrijk                |
| Bondsrepubliek Duitsland | 9 - 4  | Zwitserland              |
| Zweden                   | 7 - 2  | Denemarken               |

#### Eindstand
| rang | land                     | wed | w | v |
| ---- | ------------------------ | --- | - | - |
| 1    | Zweden                   | 7   | 5 | 2 |
| 1    | Canada                   | 7   | 5 | 2 |
| 3    | Bondsrepubliek Duitsland | 7   | 4 | 3 |
| 3    | Noorwegen                | 7   | 4 | 3 |
| 3    | Verenigde Staten         | 7   | 4 | 3 |
| 6    | Denemarken               | 7   | 3 | 4 |
| 7    | Zwitserland              | 7   | 2 | 5 |
| 8    | Frankrijk                | 7   | 1 | 6 |

### Tie-Break
| land      | saldo  | land                     |
| --------- | ------ | ------------------------ |
| Noorwegen | 10 - 7 | Verenigde Staten         |
| Noorwegen | 8 - 4  | Bondsrepubliek Duitsland |

### Halve finale
| land   | saldo | land      |
| ------ | ----- | --------- |
| Canada | 6 - 5 | Noorwegen |

### Finale
| land   | saldo | land   |
| ------ | ----- | ------ |
| Canada | 7 - 5 | Zweden |

### Eindrangschikking
| rang | sporter(s)                                                                       | land |
| ---- | -------------------------------------------------------------------------------- | ---- |
| 1    | Linda Moore Lindsay Sparkes Debbie Jones Penny Ryan Patti Vande                  | CAN  |
| 2    | Elisabeth Högström Monika Jansson Birgitta Sewik Marie Henriksson Anette Norberg | SWE  |
| 3    | Trine Trulsen Dordi Nordby Hanne Pettersen Mette Halvorsen Marianne Aspelin      | NOR  |
| 4    | Andrea Schöpp Almut Hege-Schöll Monika Wagner Suzanne Fink                       | FRG  |
| 5    | Lisa Schoeneberg Erika Brown Carla Casper Lori Mountford                         | USA  |
| 6    | Helena Blach Malene Krause Lone Kristoffersen Lene x. Nielsen                    | DEN  |
| 7    | Cristina Lestander Barbara Meier Christina Gartenmann Katrin Peterhans           | SUI  |
| 8    | Annick Mercier Agnes Mercier Andrée Dupont-Roc Catherine Lefebvre                | FRA  |

Chamonix 1924 · 
Lake Placid 1932 · 
Garmisch-Partenkirchen 1936 (*) · 
Innsbruck 1964 (*) · 
Calgary 1988 · 
Albertville 1992 · 
Nagano 1998 · 
Salt Lake City 2002 · 
Turijn 2006 · 
Vancouver 2010 ·
Sotsji 2014 ·
Pyeongchang 2018 ·
Peking 2022 
Lijst van olympische medaillewinnaars

(*) IJsstokschieten
Alpineskiën · Biatlon · Bobsleeën · Curling (demonstratie) · Freestyleskiën (demonstratie) · Kunstrijden · Langlaufen · Noordse combinatie · Rodelen · Schaatsen · Schansspringen · Shorttrack (demonstratie) · IJshockey